# Xuefeng Shan
Xuefeng Shan är en bergskedja i Kina. Den ligger i provinsen Hunan, i den södra delen av landet, omkring 220 kilometer väster om provinshuvudstaden Changsha.
Xuefeng Shan sträcker sig 102 km i sydvästlig-nordostlig riktning. Den högsta toppen är Baima Shan, 1 781 meter över havet.
Genomsnittlig årsnederbörd är 1 921 millimeter. Den regnigaste månaden är maj, med i genomsnitt 308 mm nederbörd, och den torraste är december, med 52 mm nederbörd.